# Kołatek domowy
Kołatek domowy, kołatek wrężyk (Anobium punctatum) – gatunek owada z rodziny kołatkowatych z rzędu chrząszczy.

## Charakterystyka
Występuje w całej Europie, skąd został zawleczony do Australii, Afryki Południowej, Nowej Zelandii i Ameryki Północnej. Najpospolitszy kołatek w Polsce.
Jest groźnym szkodnikiem, którego larwy żerują w nawet bardzo starym kilkusetletnim drewnie drzew iglastych i liściastych. Kilka pokoleń kołatków domowych może całkowicie zniszczyć meble i różne konstrukcje budowlane. Najbardziej lubią miejsca chłodne i wilgotne jak piwnice, nie tolerują natomiast takich suchych miejsc jak strychy i pomieszczenia z centralnym ogrzewaniem.
Za najskuteczniejszy sposób zabezpieczenia przed kołatkiem domowym uważa się nasycenie drewna środkami owado- i grzybobójczymi o długotrwałym działaniu. Natomiast wyroby już zasiedlone mogą być dezynsekowane metodą termiczną lub sposobami chemicznymi.
Kołatek domowy osiąga wielkość 2–4 mm. W drewnie zaatakowanym przez kołatka domowego widoczne są otwory wielkości 1 mm, z których wysypuje się mączka drewna. Niekiedy można usłyszeć odgłosy głośnego stukania, raczej niekojarzące się z tak małym owadem. Nie jest to odgłos żerowania – to samiec wybrał twardy fragment drewna i mocno w niego uderza, wytwarzając odgłos podobny do kołatania. Od tego dźwięku pochodzi nazwa tego owada.

## Larwy kołatka domowego
Larwa kołatka ma biało-kremową barwę, walcowate ciało i drąży kanały w drewnie o szerokości od 1 do 3 mm, które wypełnione są mączką drzewną i odchodami szkodnika. Larwa osiąga długość do 4 mm. Larwy kołatka domowego żerują zarówno w części bielastej drewna jak i – w zależności od gatunku drewna – w twardzieli. Kołatek ma cykl rozwojowy trwający przeważnie od 1 do 4 lat, chociaż może trwać on również w mniej sprzyjających warunkach od 2 do 8 lat. Larwy kołatka domowego doprowadzają drewno, w którym żerują, do kompletnej degradacji.

## Kołatek domowy a zabytki
Kołatek domowy to najczęściej spotykany szkodnik drewna w obiektach zabytkowych, w tym w zabytkowym drewnie w obiektach sakralnych, kościołach. Kołatek domowy upodobał sobie szczególnie żerowanie w ławkach, organach i ołtarzach. Najczęściej stosowaną metodą na zwalczanie kołatka w zabytkowych kościołach jest fumigacja kościoła.

## Nazwysynonimiczne
- Ptinus punctatum De Geer, 1774
- Anobium amplicolle Broun, 1889
- Anobium caelatum Mulsant & Rey, 1864
- Ptinus cylindricum Marsham, 1802
- Birrhus domesticus Geoffroy, 1785
- Anobium latreillei Dufour, 1843
- Hadrobregmus pumilum LeConte, 1865
- Anobium ruficolle Herbst, 1793
- Anobium ruficorne Broun, 1880
- Anobium striatum Olivier, 1790